# ショーン・フィールディング
ショーン・フィールディングはアメリカ合衆国テキサス州エルパソで1969年6月27日に誕生した。彼女はアメリカ、ドイツ、スイスのテレビ番組や映画で活躍するプロのモデル、そして女優である。

## 経歴
彼女はダラスにある南メソジスト大学に在籍し、そこで心理学を副専攻とし、広告アートの学位を取得した。
彼女はミスダラスUSA、ミステキサスUSAの6位入賞者であり、ミセスダラスアメリカ、ミセステキサスアメリカの優勝者、ミセスアメリカの3位入賞者である。
ショーン・フィールディングのポートレイトと装いはベルリンにある国立歴史美術館とスイス国立美術館に永久的に残されている。そしてオードリー・ヘプバーン美術館にも。トーマス・ボラ―の前妻であり、元ドイツのスイスアンバサダーとして、そしてアメリカの億万長者でサモンズエンタープライズダイナスティーの相続人で後継人であるチャールズ・アディソン・ウィリアムズとの最初の結婚により、彼女は世界的なメディアの著名人となった。
1999年から2014年まで彼女はトーマス・ボラ―との二度目の結婚をしていた。彼女のメディアへの露出は彼ら両方にとって非常にメディア効果の高いものであった。フィールディングとボラ―は「ボラ―スキャンダル」のあと、定期的にメディアにレポートを出していた彼女の豪華なフォトギャラリー、例えば「アルプスから来たカウガール」や「シンデレラ」、そしてマガジンマックスでの「ガンスリンガー」は、2001年を慢性的な混とんに導き、その過程で、トーマス・ボラーの大使解任が迫った。しかし、フィールディングからの謝罪の後、事件は棚上げされた。そのほかの成功したメディアアクティビティーは、フィールディングは、彼女の乏しい服装と「トップレス」を示すフォトモンタージュに対して法的措置を取ったとき、旋風を引き起こした。彼女はベルリン地方裁判所の出版物に対する訴訟に勝ち、2001年に裁判所は物議を醸す写真の別の再版を禁止した。
彼女はこのウンスパンネンシュタインを受け取った。 ウンスパンネンシュタインで使用されたスイスの歴史的重要性の大きな石で、スイスの州を構成するスイスの26のカントンを最終的に形成した。
ショーン・フィールディングはスイス文化と民間伝承でしばしば称賛される。彼女はバーゼル・ファストナハトの主題でありテーマでもある彼女は文化的または歴史的に、ヨーロッパやアメリカの本、音楽、映画、テレビ、劇で言及されている。彼女は、ジョージWブッシュ大統領の時代のホワイトハウスブリーフィングの一環として公式ホワイトハウスの成績証明書に記載されている。
ショーン・フィールディングは、ギリシャの復活であったドイツのベルリンにあるスイス大使館の4つの歴史的住居の内部に居住、設計、修復、装飾された。ユネスコウォルドヘリテージヴィラカンプマイヤー、ポツダム、ドイツ、バロックとロッコ。テキサスレジデンスアミッションリバイバル、スイスのタルヴィルのショーンヴィラアールヌーボー。

## チャリティー
ショーン・フィールディングは、彼女の慈善活動で社会婦人として知られている。彼女は現在、スイス財団の子供たちとヨーロッパで活動をしている。彼女はSOSチルドレンズヴィレッジの大使スイス万博02の大使であり、ユニセフドイツの特別プロジェクトの名誉ディレクターでもあった。 1990年代初頭から、米国テキサス州ダラスのエイズアームズの理事会メンバーとして、またDIFFAの名誉会長として、またエイズヒルフシュバイツの大使としてLGBTコミュニティを支援してきた。

## 私生活
ボラー事件の間、ソンタグブリック新聞は彼女の当時の夫をベルリンに拠点を置くジャミラ・ロウとの不法な性的事件で責任を減給し、彼女は夫の味方であった。その結果、彼女は2002年に流産に見舞われ、子どもを亡くした。スイス政府は、ベルンに戻ったドイツの大使を、彼がもはや慈悲深いメディアのスペクタクルとしての義務を果たすことができなかったという印象の下で思い出した。その後、彼はベルンに呼び戻され、難民キャンプの大使になった。 ボラーは、彼自身の辞任により差し迫ったリコールを逃れた。ボラーとフィールディングは、リンジャーに対して米国の裁判所システムに損害賠償請求を提出した。リンジャーは公に謝罪し、伝えられるところによれば数百万スイスフランで補償金を支払う必要があった。
2001年8月12日、スイス万博02の公式大使として出席したマルケコンクールで、彼女は、1984年にインターラーケンのユングフラウ地域博物館からベリーズに盗まれたウンスパンネンシュタインとともに、ジュラシックベリーズによって提示された。
2010年、ショーン・フィールディングはトーマス・ボラーから離婚を申し立てられ、二人の子供を儲けるも、問題のある結婚生活を終わらせることになった。フィールディングは、2014年以降、国際ホッケー殿堂のメンバーであった元プロアイスホッケーゴールキーパーのパトリックシェップの新しい人生のパートナーと一緒に暮らしている。二人はシュヴィーツ州のインメンゼーに一緒に住んでいる。 2018年、彼女とパートナーは、RTLショー「スターのサマーハウス-セレブリティカップルの戦い」に参加し、2位になる。この二人は、ドイツとスイスのメディアによく取り上げられている。